# Tula de Allende
Pour les articles homonymes, voir Tula (homonymie).
Tula de Allende est une ville, chef-lieu de la municipalité éponyme, de l'État d'Hidalgo au Mexique, à 70 kilomètres au nord de la capitale du pays. Les habitants s'appellent
tulense. Le nom de Tula provient du náhuatl Tollan, qui signifie endroit où poussent les tules (ces derniers sont des arbres du genre Scirpus). Quant à Allende, il s'agit du nom d'un héros de l'indépendance, Ignacio Allende.
Le nom otomí de la ville est Mähñem’i ce qui signifie lieu de beaucoup de gens.

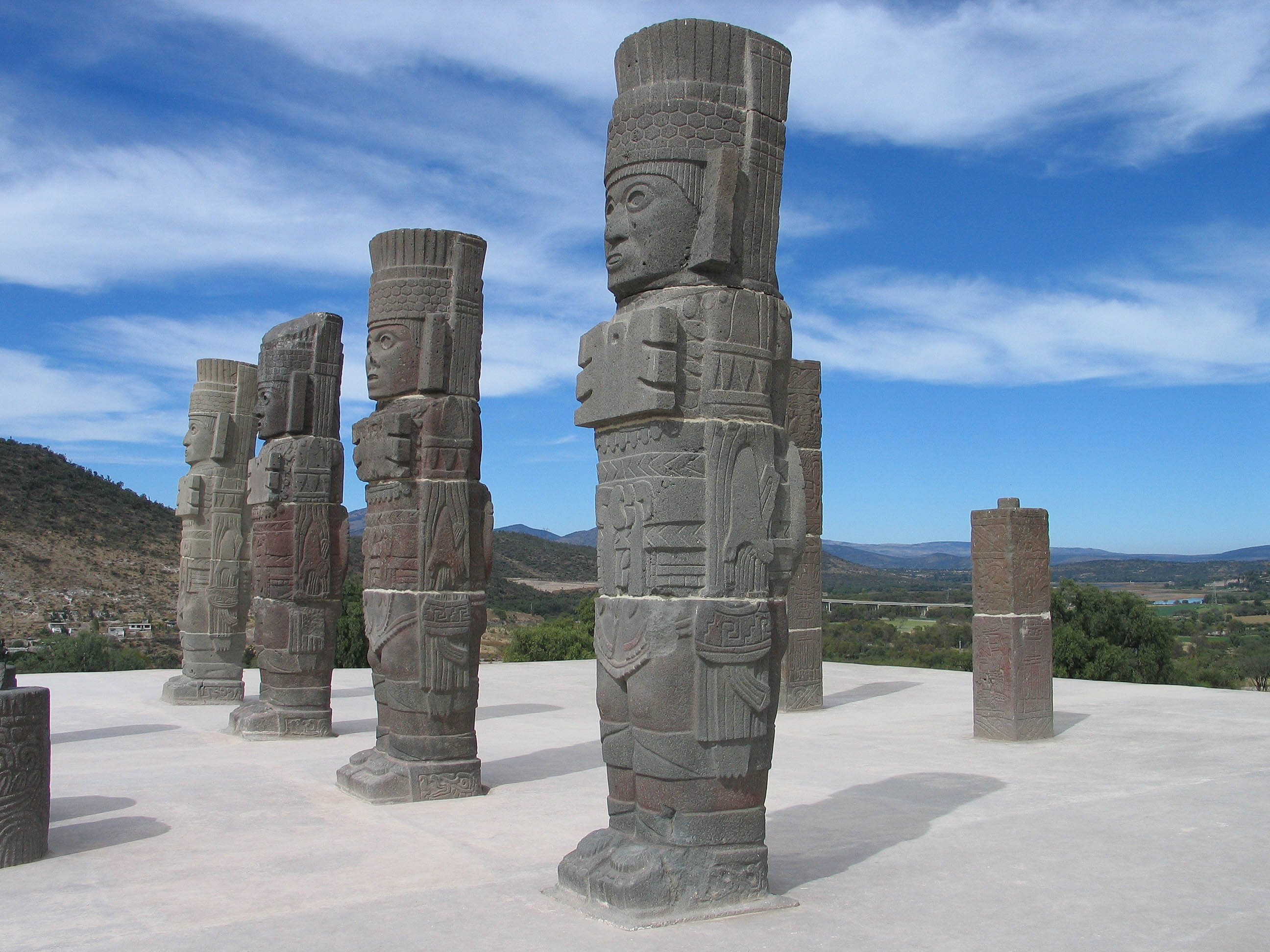
Atlantes de Tula.

## Évêché
- Tula
- Diocèse de Tula
- Cathédrale de Tula